# Palais Barberini
Pour les articles homonymes, voir Barberini.
Pour le palais situé à Palestrina, voir Palais Colonna Barberini (Palestrina).
Le palais Barberini est un palais de Rome, situé sur la place homonyme œuvre de Carlo Maderno qui en commence la construction en 1627, assisté de son neveu Francesco Borromini qui reprend le chantier à la mort de son oncle en 1629 et qui collabore tout d'abord avec Le Bernin qui en termine la construction, seul, en 1633.

## Histoire
Le palais Barberini est dû à la commande du pape Urbain VIII qui avait acheté le terrain aux Sforza en 1625. Entre 1633 et 1639, Pierre de Cortone exécute pour le pape Urbain VIII sa fresque la plus célèbre, Triomphe de la Divine Providence, laquelle orne le plafond du grand salon du palais. Il s’agit d’une allégorie de la Providence et du pouvoir divin des Barberini. Cette grande fresque est mouvementée, abonde de personnages vus dans une contre-plongée extrême (« sotto in su »), qui caractérise ses effets illusionnistes.
Carlo Maderno, Le Bernin, et Francesco Borromini ont également participé à la décoration intérieure.
Le palais est confisqué par le pape Innocent X à la mort d'Urbain VIII, mais rendu aux Barberini en 1653.
En 1656, des fêtes y sont organisées en l'honneur de la visite de la reine Christine de Suède. Au XVIIIe siècle, il a servi de modèle d’inspiration pour le Palais Barberini de Potsdam, en Allemagne.
Le palais fut la dernière résidence d'exil de Charles IV d'Espagne, après son abdication, de 1814 à sa mort le 20 janvier 1819.
La Convention européenne des droits de l'homme y est signée le 4 novembre 1950.
Le palais fut acquis par l'État italien en 1949, qui y installe la Galerie nationale d'art ancien (Galleria nazionale d'arte antica) dans l'aile gauche, dont les collections rassemblent de nombreuses œuvres de peintres européens majeurs du XVIIIe au XVIIIe siècle. Il abrite également un mithraeum, découvert en 1936 et qui compte parmi les mieux conservés. Il a conservé une partie de ses jardins à l'arrière de l'édifice.

Palais Barberini
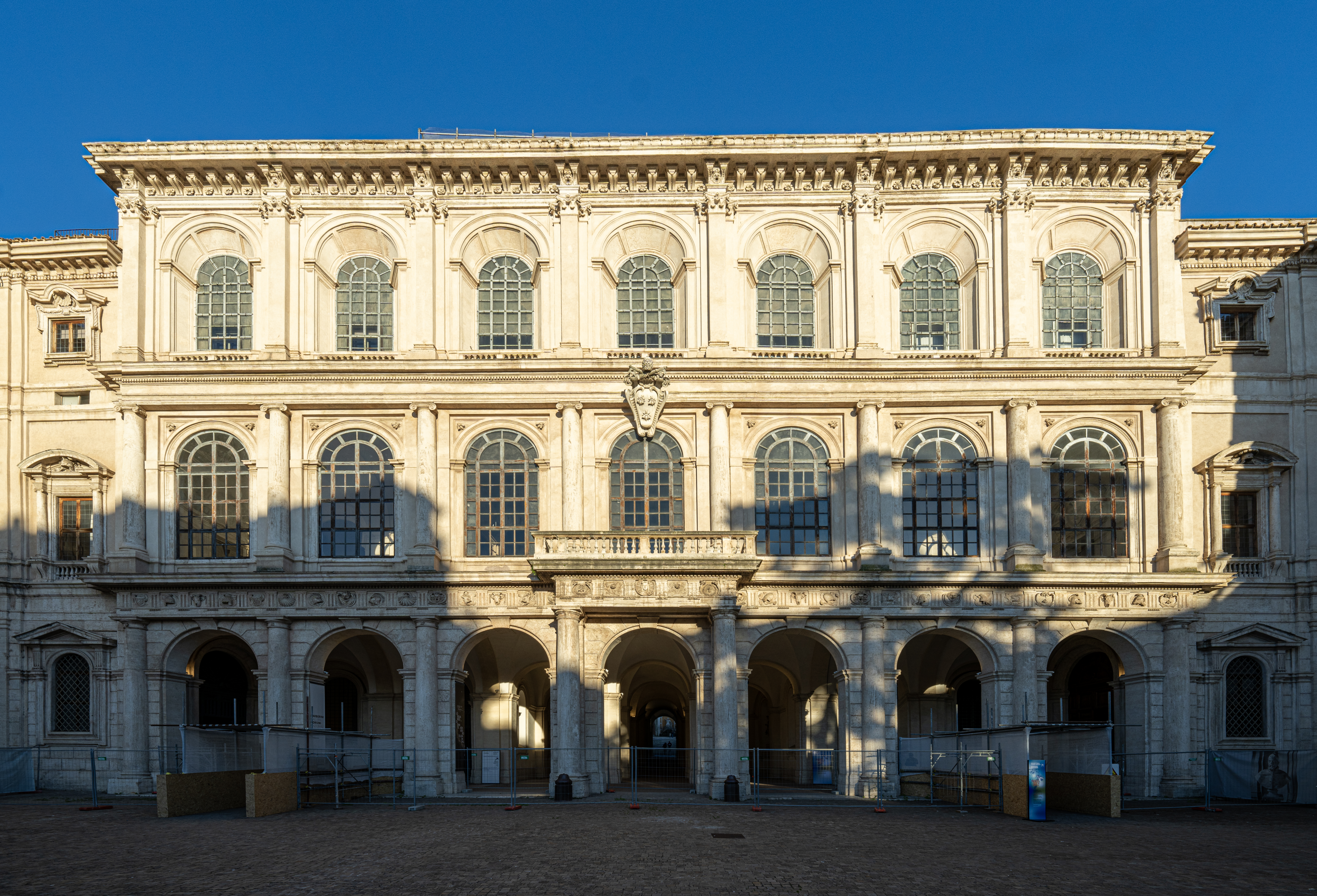
Façade.
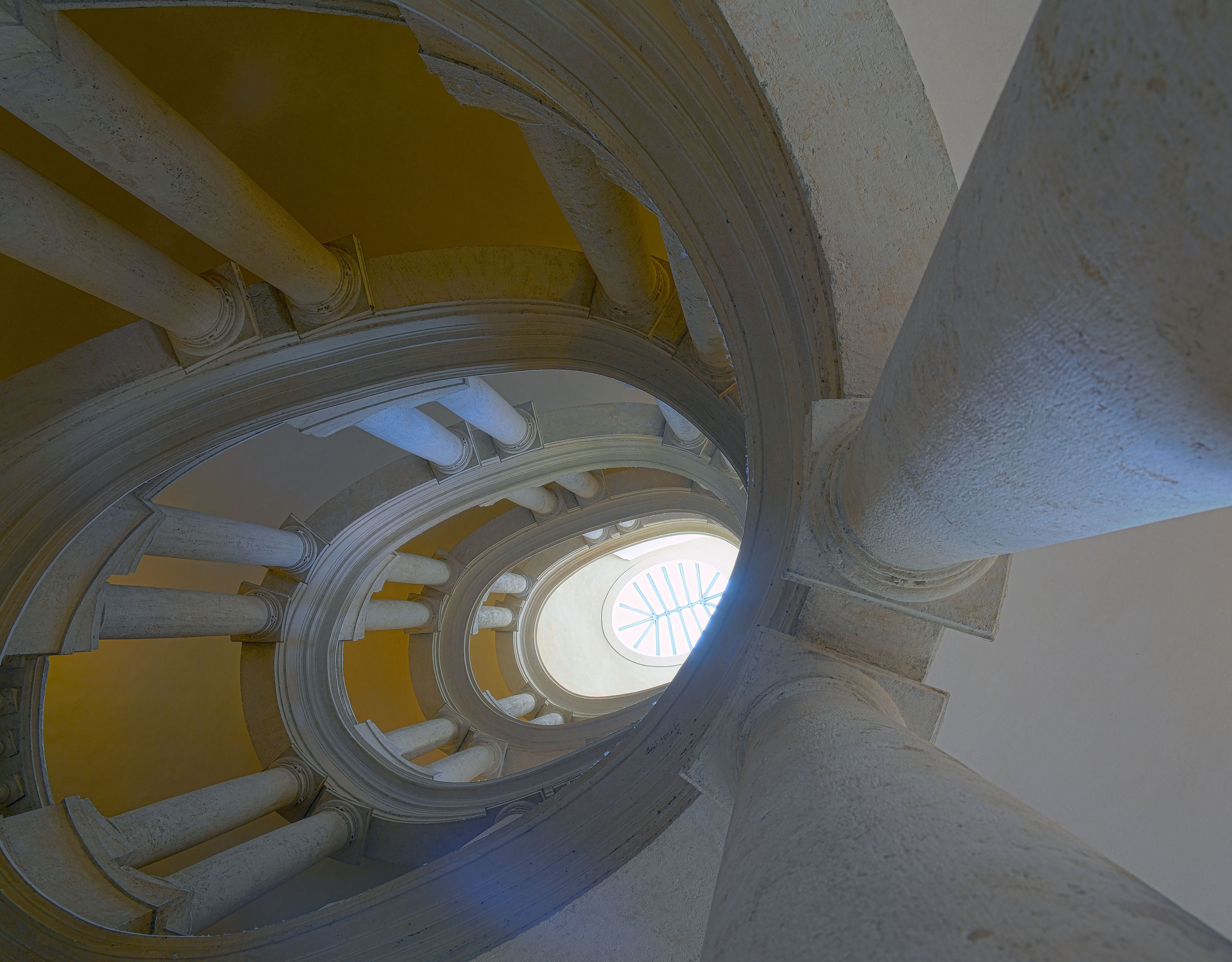
Escalier hélicoïdal de Francesco Borromini.
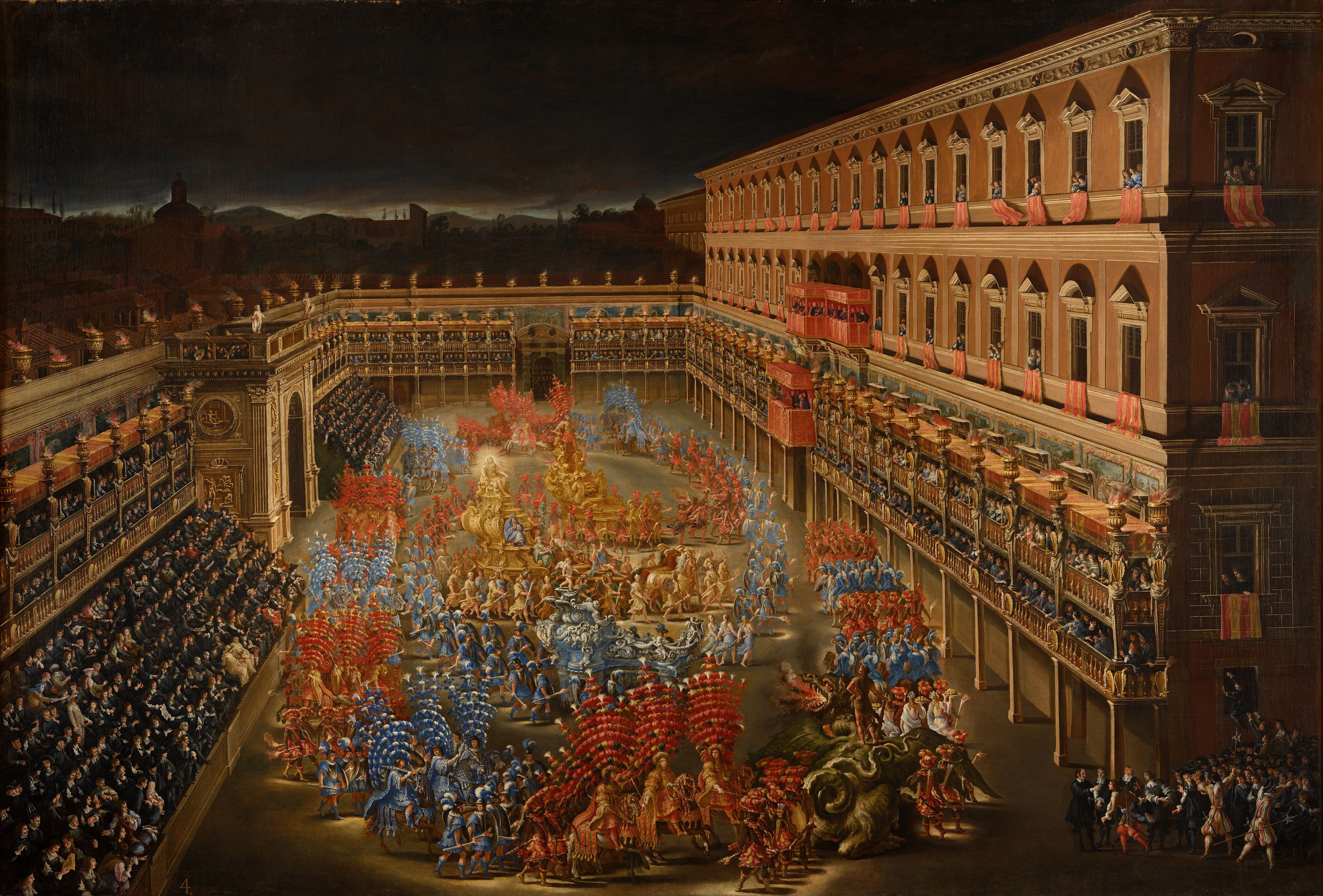
Les festivités en l'honneur de la reine Christine de Suède.

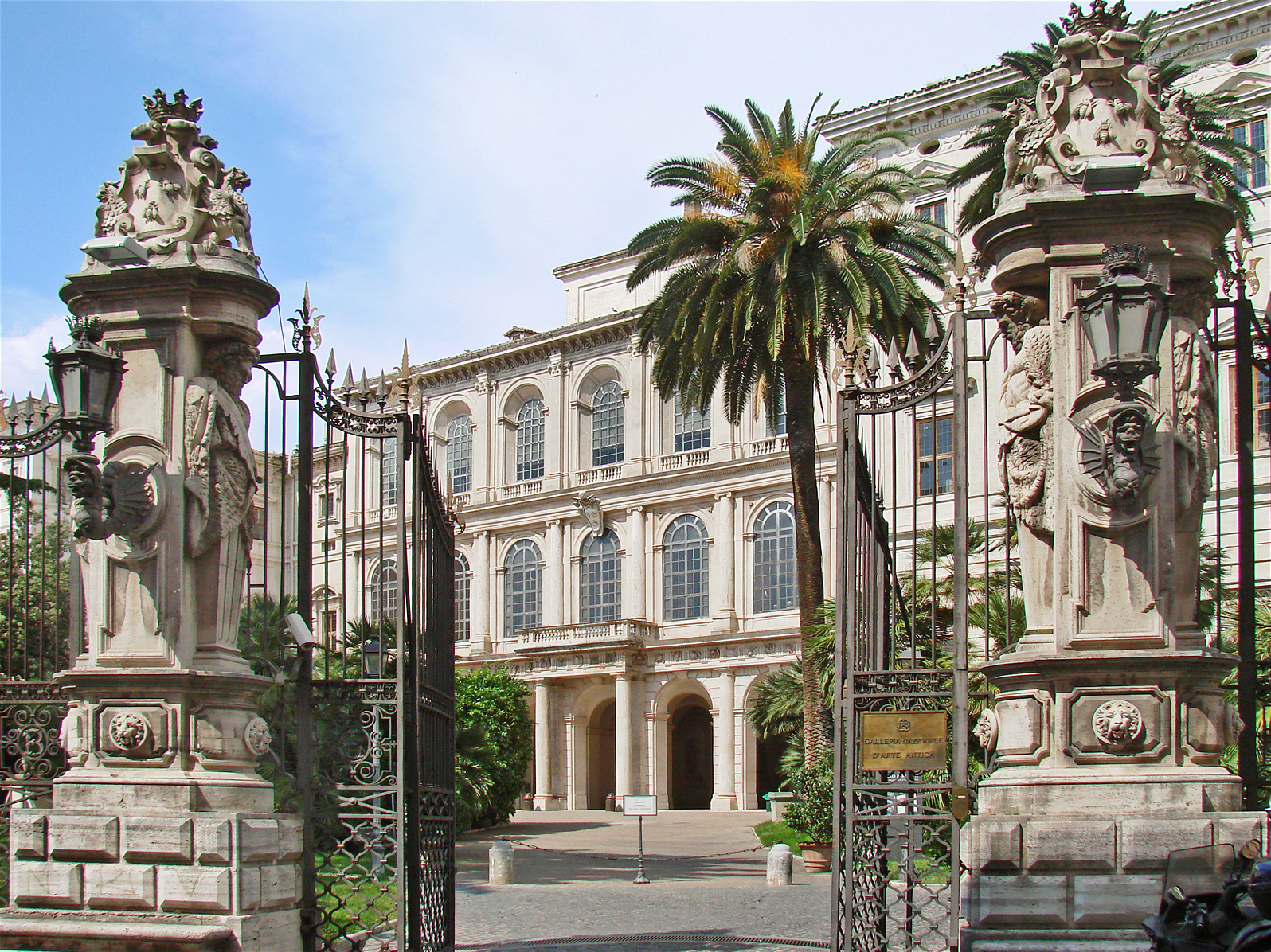
Entrée.
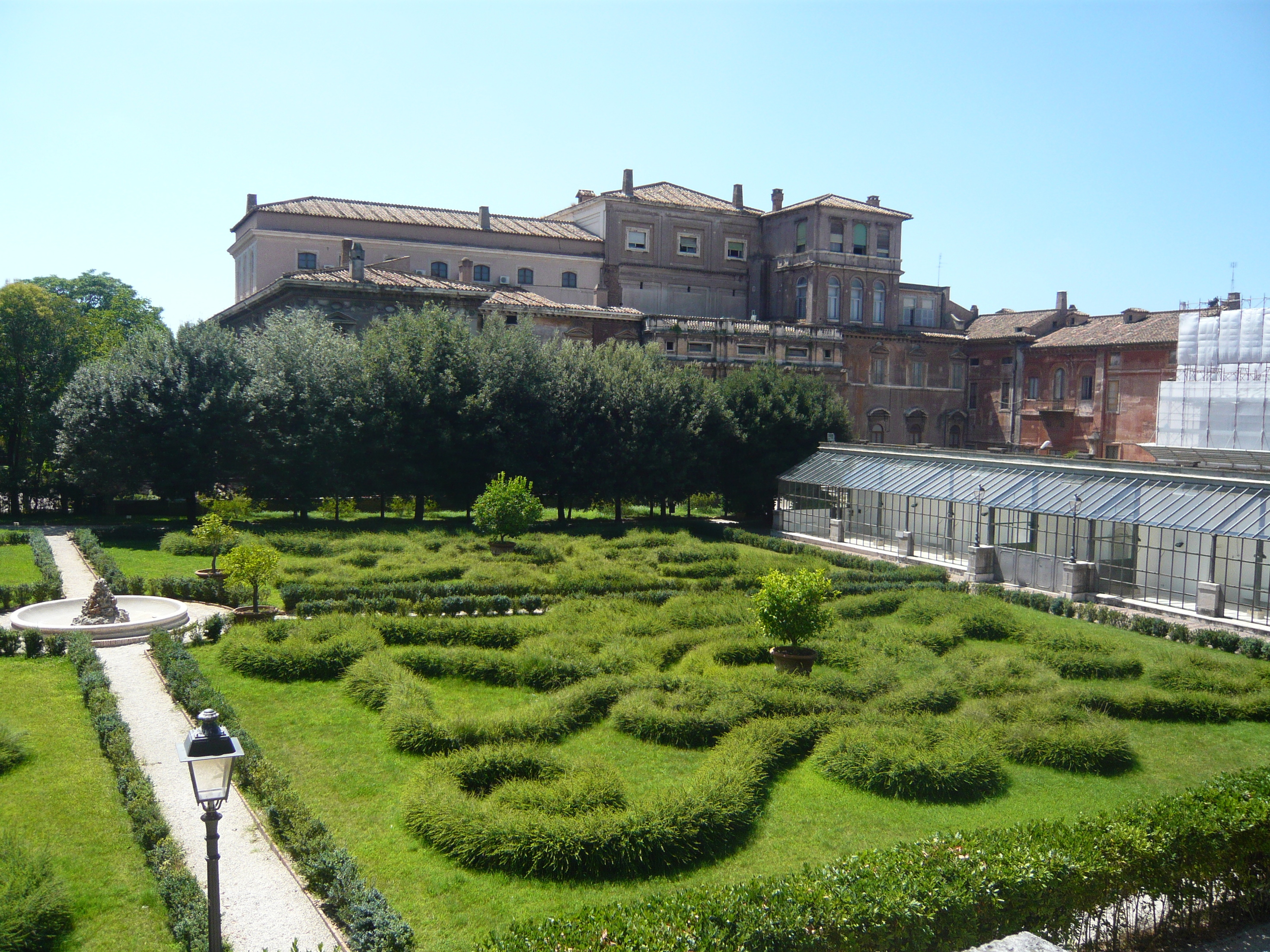
Jardins et arrière du palais.

## Collection du palais Barberini

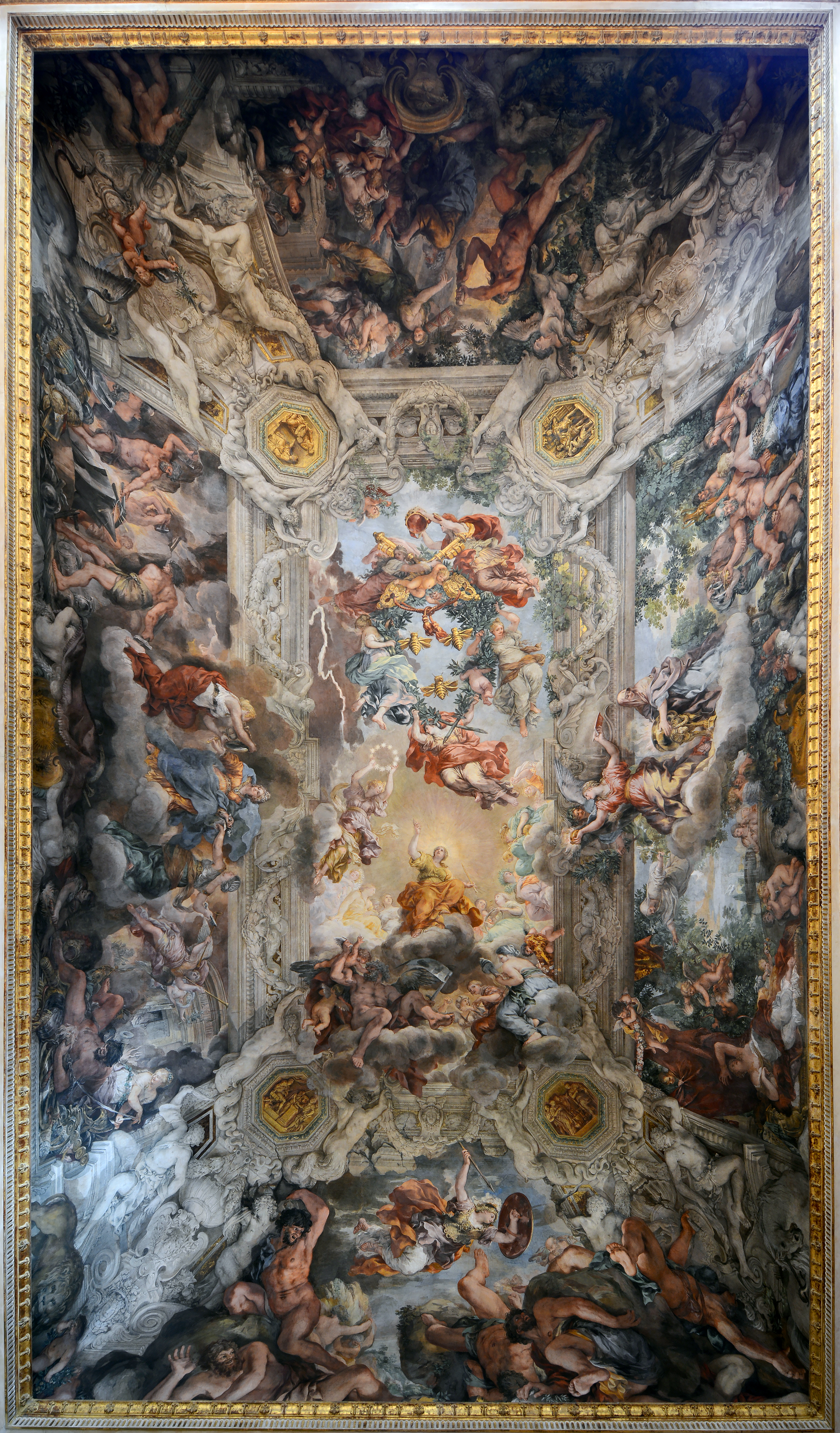
Le Triomphe de la Divine Providence, fresque monumentale réalisée par Pierre de Cortone et située au plafond du hall du Palais Barberini.

- Raphaël : La Fornarina (1518-1519)
- Lorenzo Lotto : Mariage mystique de sainte Catherine (1542)
- Le Pérugin : Saint Jérôme pénitent (1480-1485)
- Bronzino : Portrait de Stefano Colonna (1546)
- Hans Holbein : Portrait de Henri VIII (1540)
- Fra Filippo Lippi :  
  - Vierge de Tarquinia (1437)
  - Annonciation aux deux donateurs agenouillés (1440)
- Piero di Cosimo : Marie Madeleine lisant (1501)
- Titien : Vénus et Adonis (1560)
- Bartolomeo Veneto : Portrait de gentilhomme
- Le Caravage : 
  - Judith décapitant Holopherne (1597-1600)
  - Narcisse (1597-1599 ; attribution contestée)
- Andrea Sacchi : La Vision de saint Romuald (1631-1632)
- Il Garofalo : L'Ascension du Christ
- Le Guerchin : Et in Arcadia ego (1618-1622)
- Cesare Gennari : Allégorie de la peinture
- Carlo Saraceni : Saint Grégoire le Grand
- Giovanni Baglione : L’Amour sacré et l’Amour profane
- Valentin de Boulogne : Les Marchands chassés du Temple
- Luca Giordano : Cratès

Collections du palais Barberini
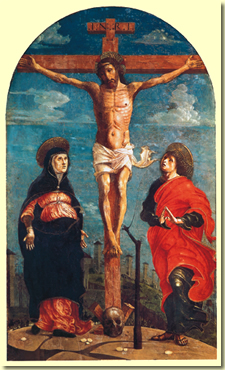
Bernardino Butinone, Crucifixion.
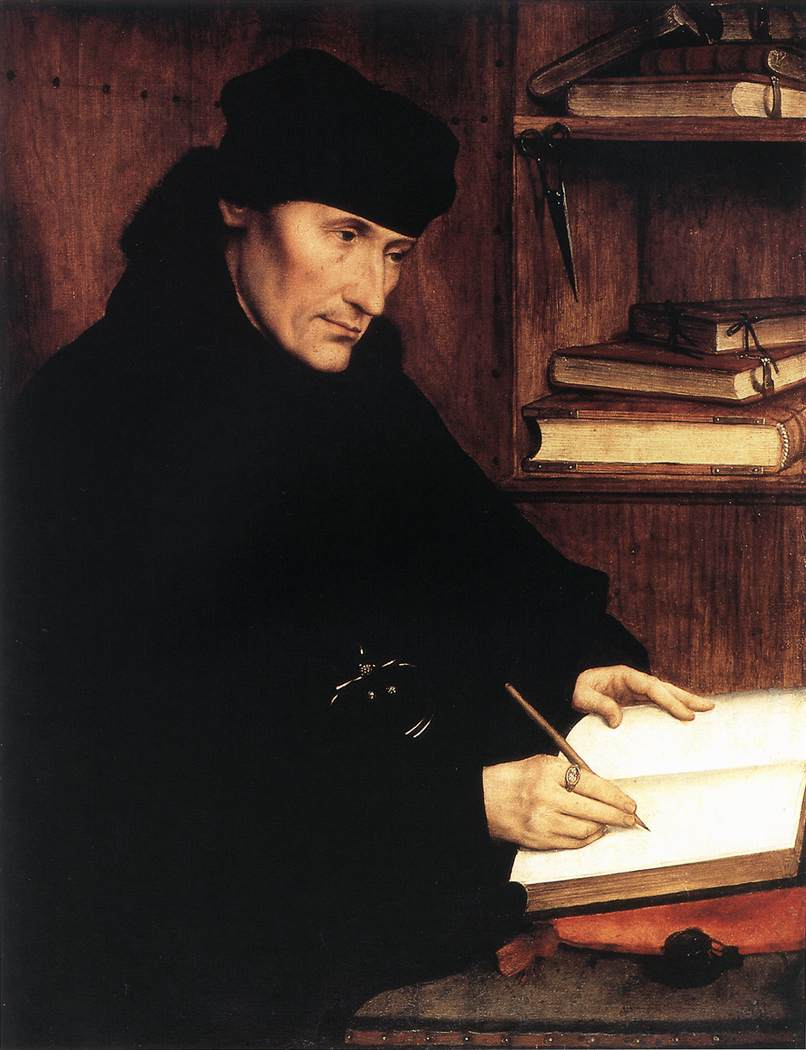
Quentin Metsys, Portrait d'Érasme, 1517.
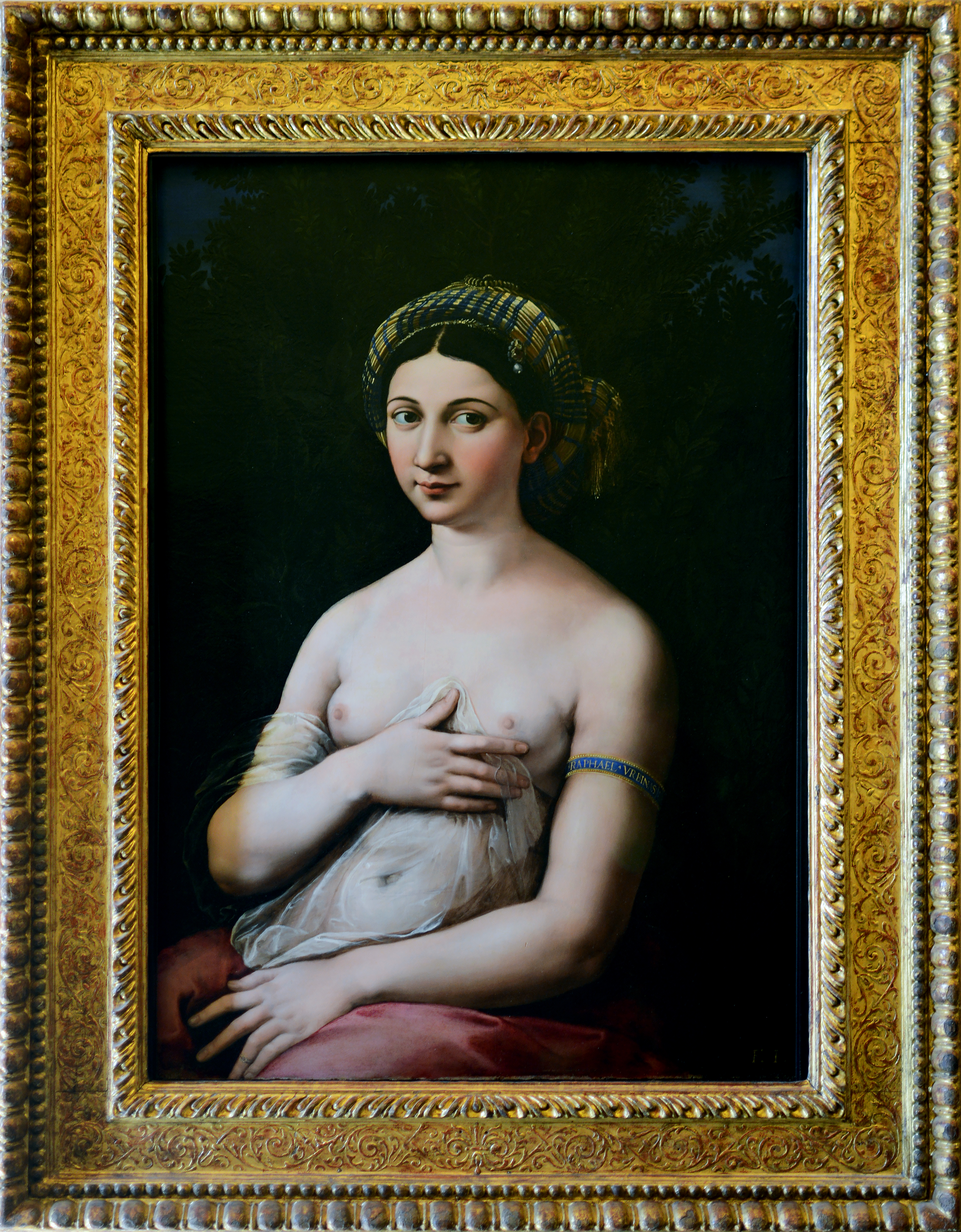
Raphaël, La Fornarina 1520.
Giulio Romano, Madone et enfant, 1523.
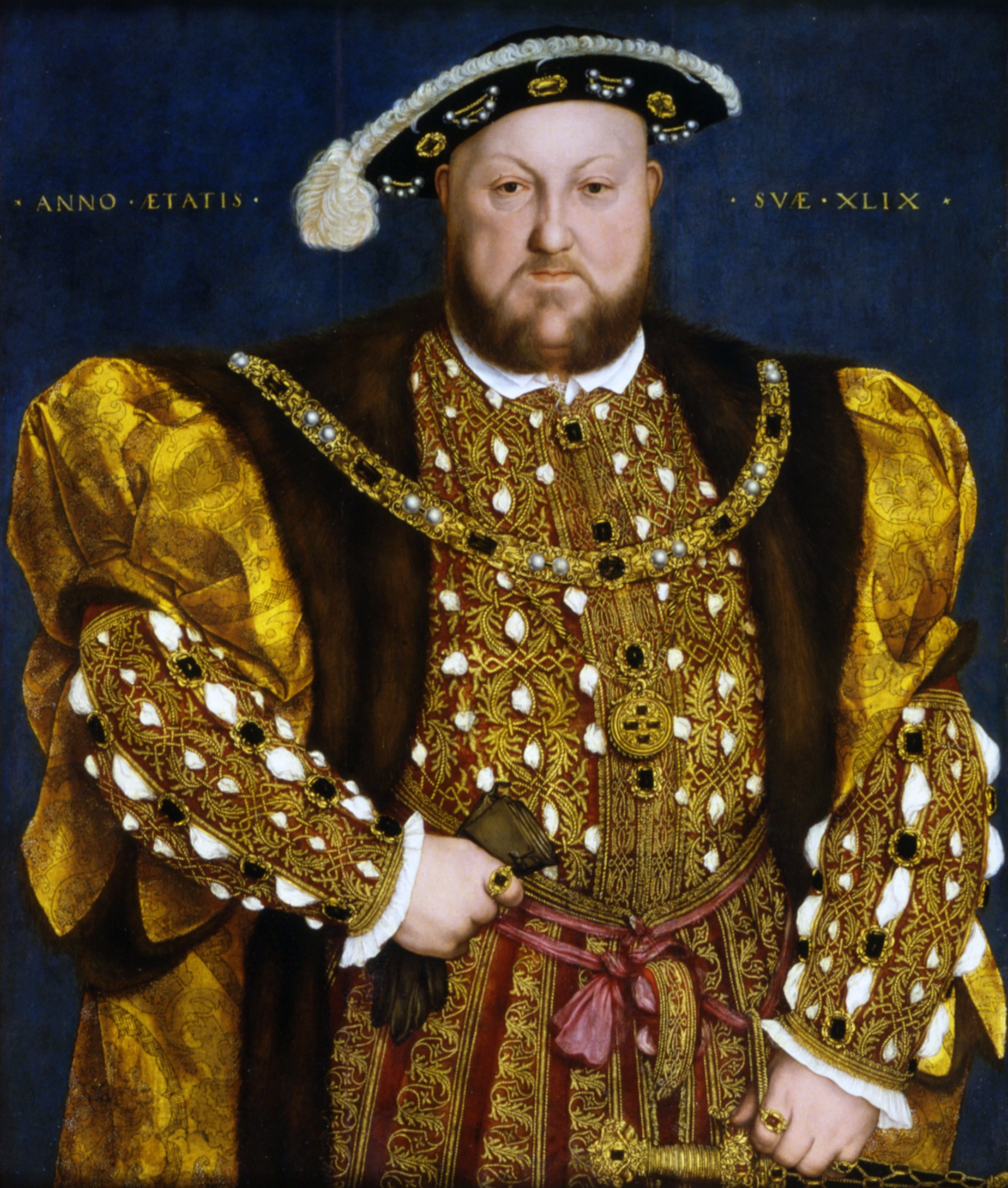
Hans Holbein, Portrait d'Henri VIII, 1540.
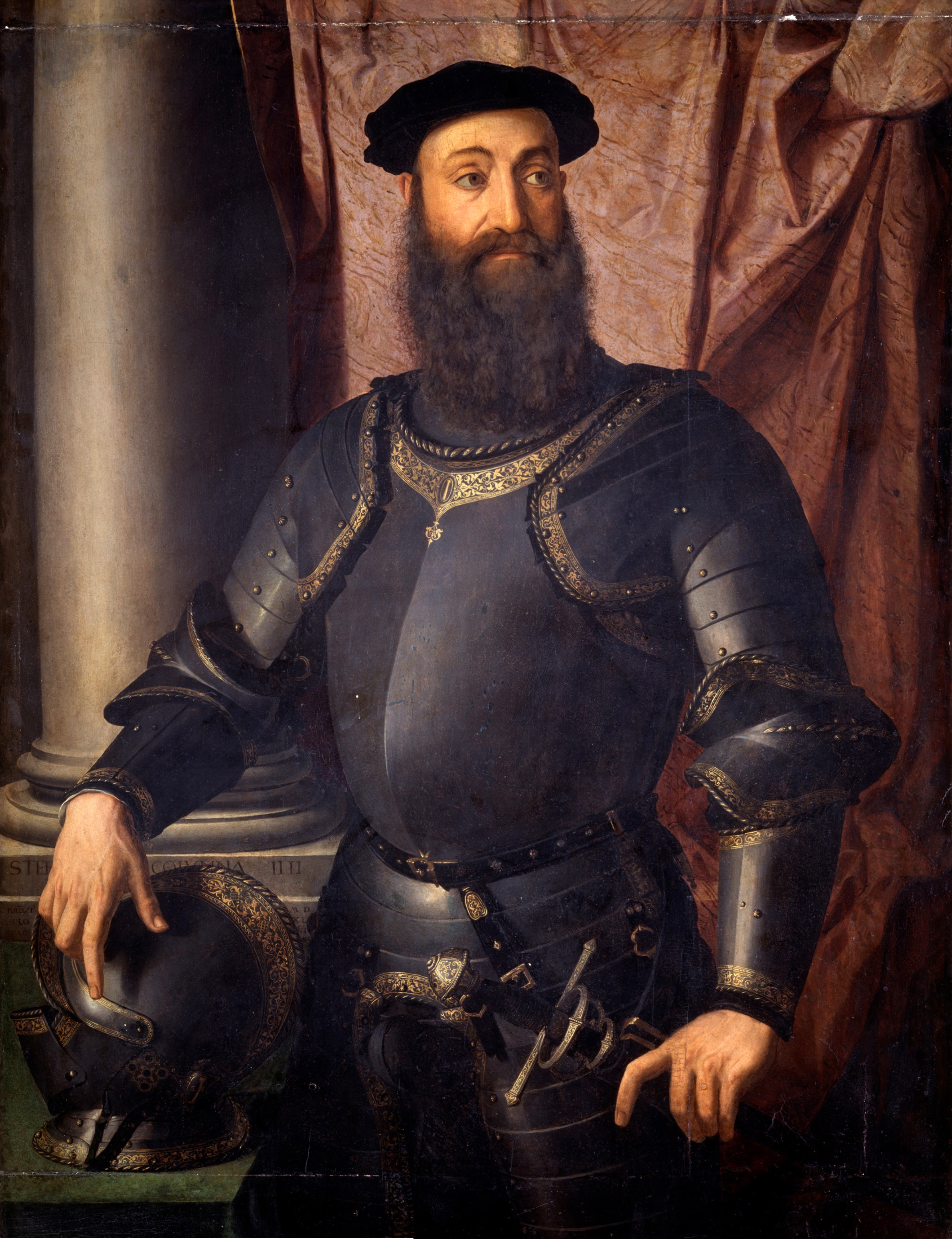
Bronzino, Portrait de Stefano Colonna, 1546.
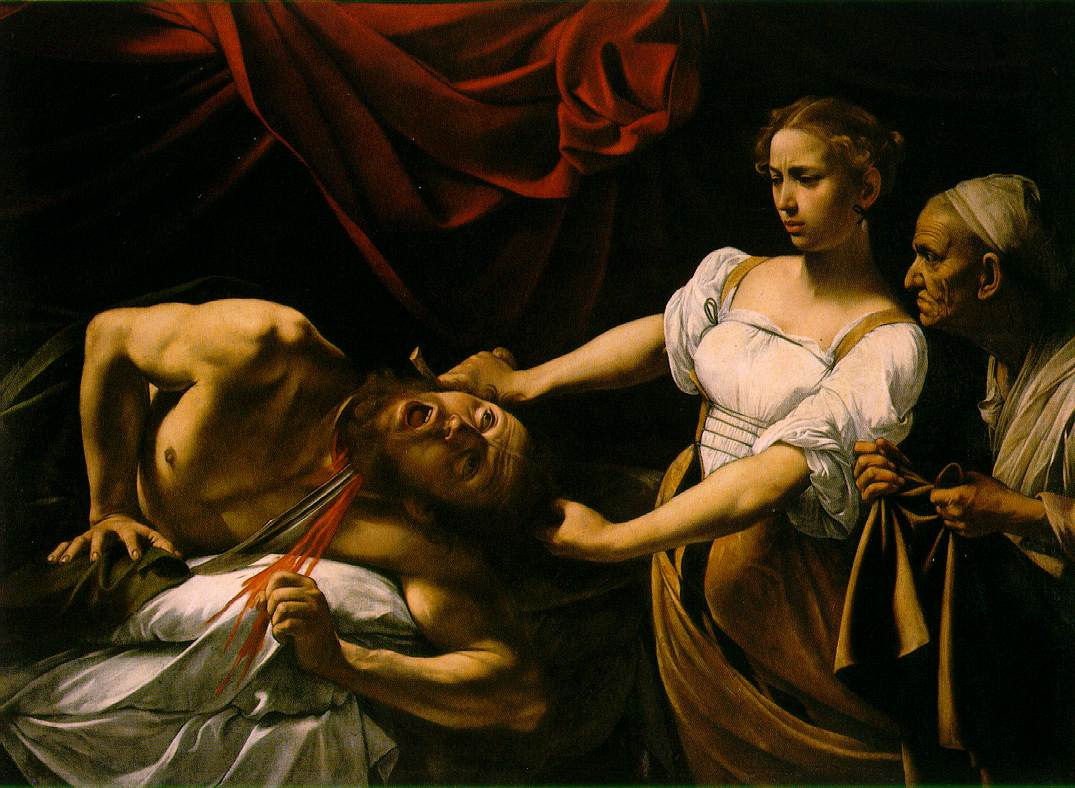
Le Caravage, Judith décapitant Holopherne, 1598.
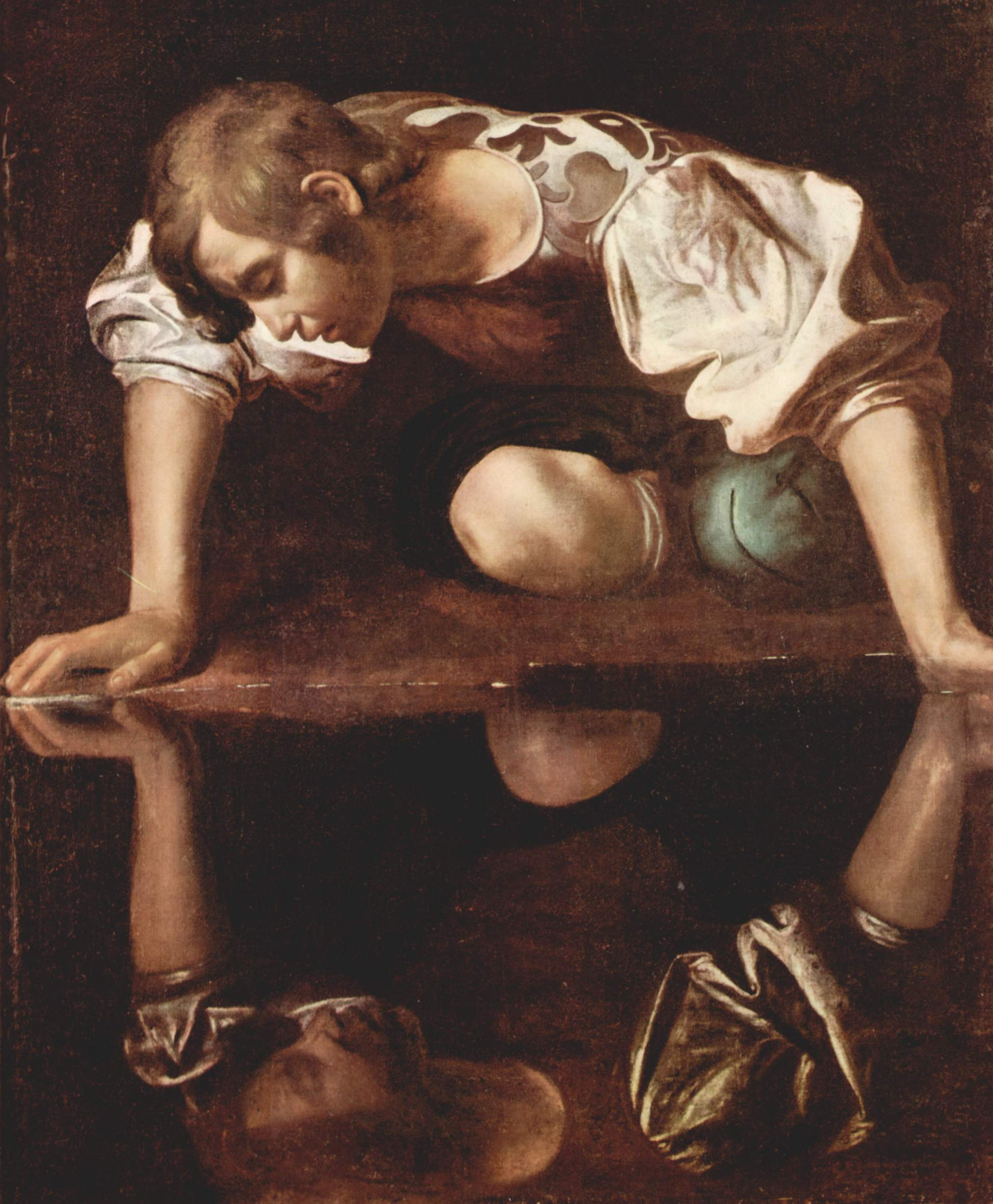
Le Caravage (?), Narcisse, 1599.
Giovanni Baglione, L’Amour divin et l’Amour profane, 1603.
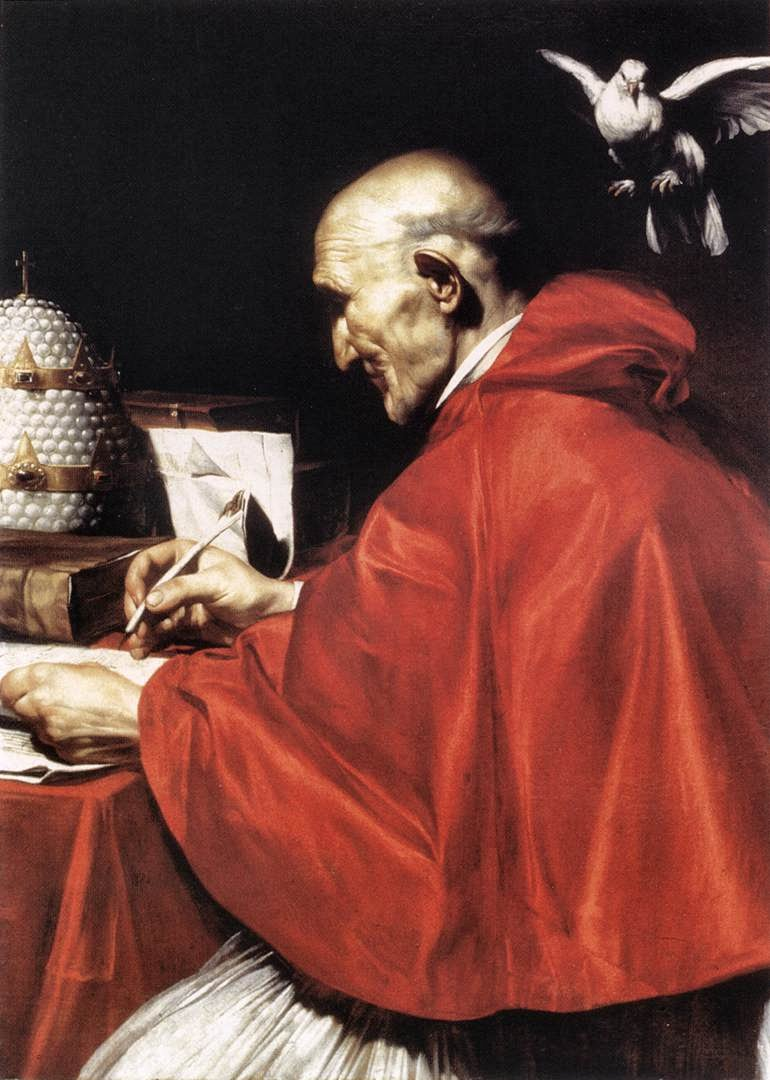
Carlo Saraceni, Grégoire Ier, 1610.
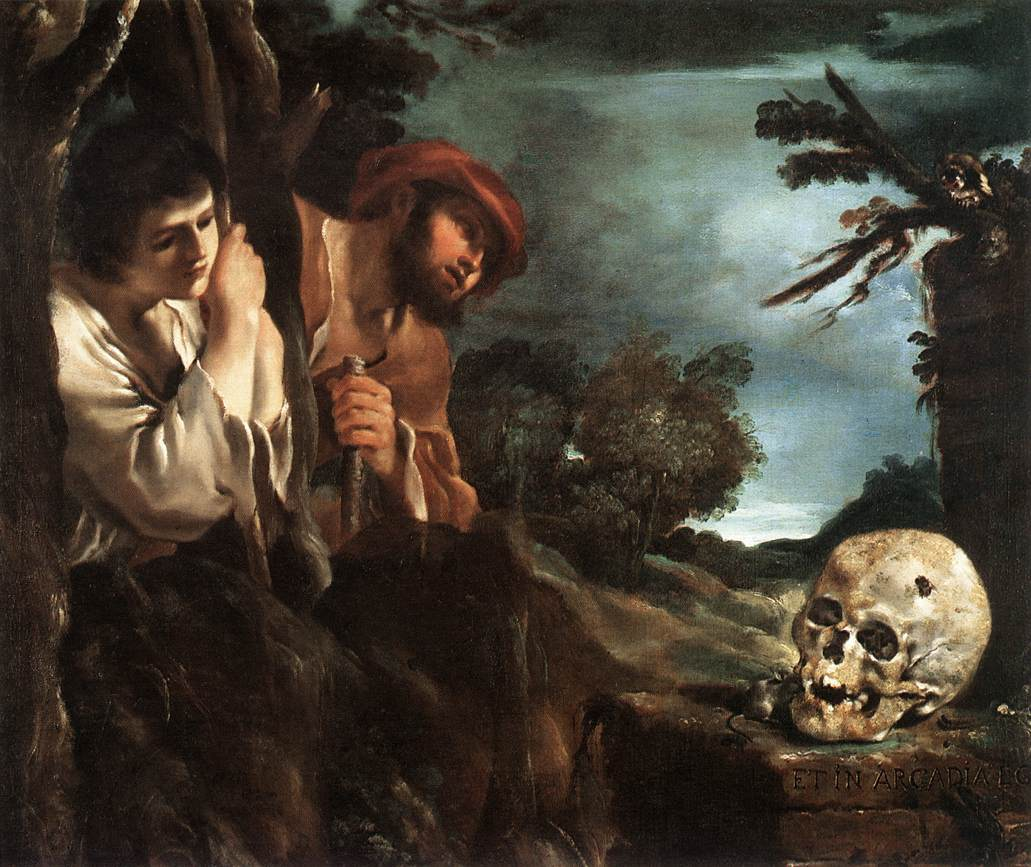
Le Guerchin, Et in Arcadia ego, 1628.